# 고밀도 집적 회로
고밀도 집적회로(large-scale integration; LSI)는 다수의 집적회로를 1장의 기판 위에 상호 배선하여 고차의 집적화를 한 것으로 대규모 집적회로 또는 LSI라고 한다. 전자기기의 LSI화는 집적도와 초소형화의 발전을 가속시켜 전자기기의 고성능화·고신뢰화·초소형화·저소비전력화가 이루어지도록 하였다. 또한 칩하나에 1천~10만 개의 소자가 들어 있으며 초고밀도 집적회로와 함께 4세대 컴퓨터에 쓰이고 있다.

## 같이 보기
- 초고밀도 집적 회로